# Fritz Berger (Politiker)

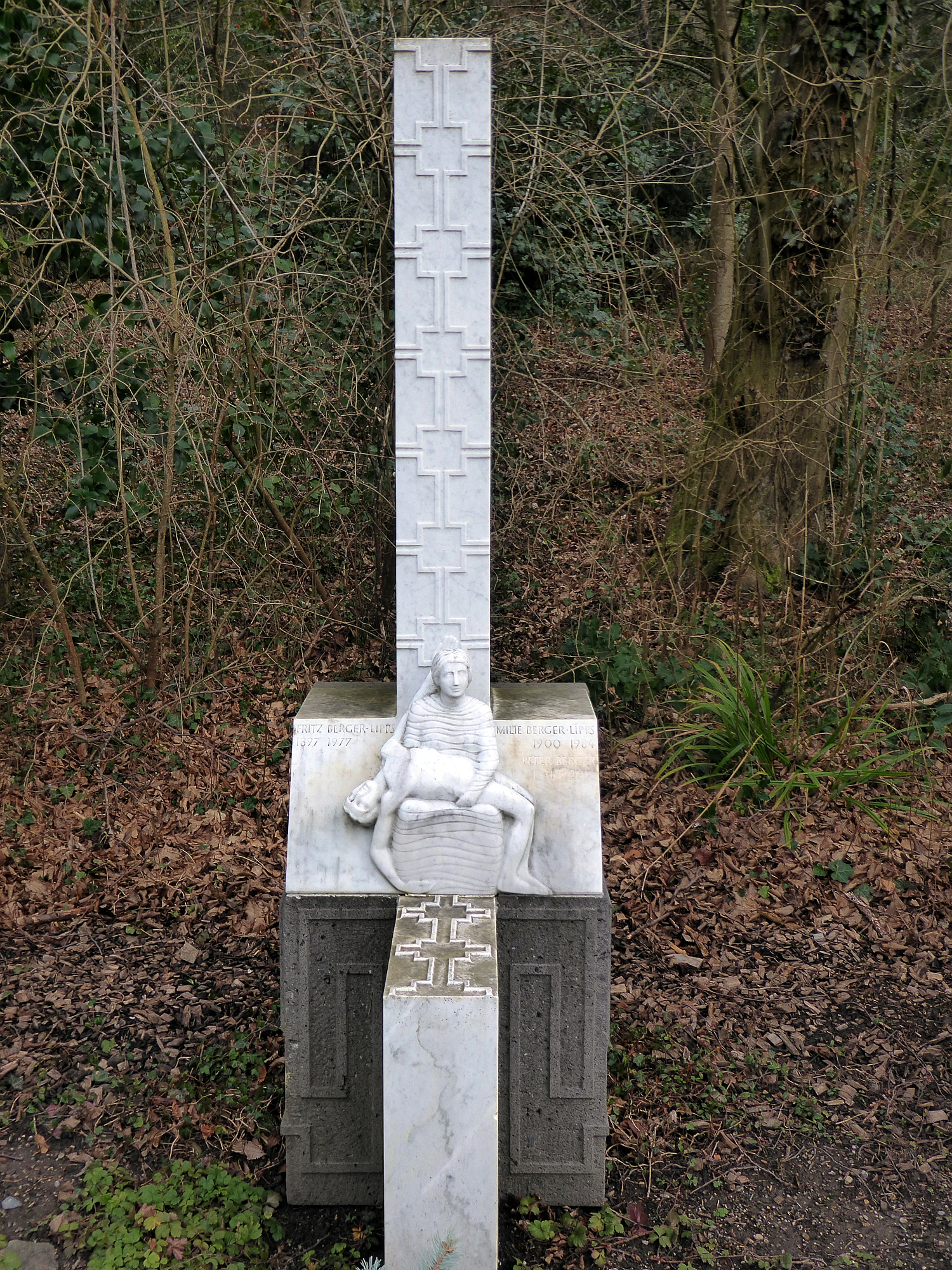
Grab auf dem Friedhof am Hörnli, Riehen, Basel-Stadt

Fritz Berger (* 14. Februar 1897 in Kleinhüningen; † 4. September 1977 in Basel, katholisch, heimatberechtigt in Basel) war ein Schweizer Politiker (CVP).

## Leben
Fritz Berger wurde am 14. Februar 1897 als Sohn des Wirts und Schleusenwärters August Berger in Kleinhüningen geboren. Nach dem Pflichtschulabschluss in Tegernau absolvierte Berger eine Maurer- und Steinhauerlehre. Ab 1917 war er als Bauzeichner bei seinem Schwager Ernst Lauer beschäftigt.
Daneben gehörte Berger von 1930 bis 1968 dem Baurat der Basler Kantonalbank an. Ausserdem präsidierte er in den Jahren 1941 bis 1968 den Basler Hausbesitzerverein sowie den Verwaltungsrat der St. Claraspital AG. Fritz Berger, der mit Emilie geborene Lipps, der Tochter des Besitzers eines Transportunternehmens, verheiratet war, starb am 4. September 1977 im Alter von 80 Jahren in Basel.
Einer seiner Söhne war der Klassische Archäologe Ernst Berger.

## Politik
Als Mitglied der Katholischen Volkspartei war Fritz Berger in den Jahren 1929 bis 1950 im basel-städtischen Grossen Rat, wo er sich vor allem einen Namen als Baupolitiker machte, vertreten. Im Nationalrat, dem er von 1951 bis 1963 angehörte, konzentrierte er sich auf die Bau- und Familienpolitik.